# 아뮤플라자
아뮤플라자(일본어: アミュプラザ 아뮤푸라자[*], 영어: AMU PLAZA)는 큐슈여객철도 (JR 규슈)가 운영하는 상업시설 브랜드이다.
1998년 3월에 1호점이 고쿠라 역 빌딩에 개업하였다. 그 후 2000년 아뮤플라자 나가사키를 시작으로 규슈 내 주요 도시의 역 건물 재개발 사업에 개업한 대형 복합 상업 시설의 명칭으로 사용되며, 현재 5개 시설이 영업하고 있다. 또한, 고쿠라 역의 아뮤플라자는 다른 시설이 개업하고도 아뮤플라자라는 명칭이었지만, 2009년에 정식 명칭을 아뮤플라자 고쿠라로 변경하였다.

## 목록

### 현재 시설
- 아뮤플라자 고쿠라
- 아뮤플라자 나가사키
- 아뮤플라자 하카타
- 아뮤플라자 가고시마
- 아뮤플라자 오이타

### 미래 시설
- 아뮤플라자 구마모토
- 아뮤플라자 미야자키